# Галкиниш — Шатлик
Галкиниш — Шатлик — трубопровід на південному сході Туркменістану, споруджений для видачі продукції унікального газового родовища Галкиниш.
В 2013 році на Галкиниш ввели в дію дві комплекси очистки газу річною потужністю по 15 млрд м3. Видачу підготованого ними товарного газу забезпечили за допомогою двониткового трубопроводу довжиною 100 км з діаметром 1400 мм.
Трубопровід завершується на компресорній станції Шатлик, яка перетворилась на газовий хаб та дозволяє передавати ресурс до газопроводів Довлетабад — Дер'ялик, Схід — Захід та Шатлик — Ашгабат.
Від основної траси трубопроводу відходить відгалуження довжиною понад чотири десятки кілометрів, яке живить промисловий майданчик на південних околицях міста Мари, де працюють  заводи азотних добрив «Мариазот» та «Марикарбамід» (останній став до ладу в 2014-му) і велика газова ТЕС Мари (в 2018-му тут ввели в дію третю чергу).